# Neonauclea excelsioides
Neonauclea excelsioides är en måreväxtart som beskrevs av Colin Ernest Ridsdale. Neonauclea excelsioides ingår i släktet Neonauclea och familjen måreväxter. Inga underarter finns listade i Catalogue of Life.